# Badia Pozzeveri
Badia Pozzeveri is een plaats (frazione) in de Italiaanse gemeente Altopascio.